# روبرت دينين
روبرت دينين (بالإنجليزية: Robert Dineen)‏ هو راقص على الجليد أمريكي، ولد في يوليو 1937 في نيويورك في الولايات المتحدة، وتوفي في 15 فبراير 1961.